# Dryobotodes venusta
Dryobotodes venusta là một loài bướm đêm trong họ Noctuidae.